# Dialetto senigalliese
Il dialetto senigalliese (endonimo: s'nigajes) è una variante diatopica del dialetto gallo-piceno, parlata a Senigallia, in provincia di Ancona, e nelle località limitrofe come Monterado, Castel Colonna e Ripe. Appartiene al più ampio gruppo delle lingue gallo-italiche del Nord Italia. Differisce perciò dai dialetti del resto della provincia di Ancona: possiede, infatti, molteplici caratteristiche che lo riconducono ai dialetti gallo-piceni parlati nella vicina provincia di Pesaro e Urbino, avendo infatti fatto parte di quest'ultima fino all'Unità d'Italia.

## Localizzazione
Strettamente parlando, il dialetto senigalliese è circoscritto al solo territorio comunale di Senigallia; tuttavia, è possibile determinare una macroarea senigalliese che comprende i comuni di Mondolfo, Monte Porzio, San Lorenzo in Campo e, parzialmente, Mondavio in provincia di Pesaro e Urbino da un lato, Corinaldo, Trecastelli e Montemarciano zona dove gli influssi di origine mediana si fanno evidenti, pur senza far venir meno il carattere gallo-italico delle relative parlate. 
Da segnalare, inoltre, che un influsso contrario di matrice gallo-italica su dialetti mediani si è registrata, in provincia di Ancona, nei comuni di Ostra, Ostra Vetere, Barbara e Belvedere Ostrense, confinanti colla macroarea senigalliese ma già di area dialettale jesina. 
Collegati a siffatta macroarea, senza esserne però strettamente parte, sono anche i dialetti gallo-italici dell'isola linguistica del Monte Conero e le estinte, o quasi tali, parlate, sempre gallo-italiche, attestate, fino a pressappoco gli anni '50 - '70 del Novecento, nei comuni di Ancona, Camerano, Sirolo, Numana e in poche aree di confine. 

## Grammatica
Nel senigalliese, come negli altri dialetti gallici, cadono tutte le vocali finali tranne la -a, e tale fenomeno è riscontrabile fino a Montemarciano, al confine tra le aree anconetana e jesina. Viene usata (come nella bassa Romagna, nell'urbinate, nel pesarese e nell'isola gallica del Monte Conero) la preposizione ''sa'', che significa "con". Si sono inoltre conservate tracce di influenze marinare settentrionali alto-adriatiche, specialmente venete, come dise per "dice", ma sono ormai quasi del tutto scomparse.  Al giorno d'oggi invece, specie lungo la costa, sono avvertibili strascichi dell'anconetano cittadino: a Senigallia è infatti di tanto in tanto riscontrabile la forma el polz in luogo dell'originaria el pols, l'avverbio di tempo in forma apocopata adè come nell'anconetano, e generalmente in uso in tutte le Marche centrali e la forma perimediana tu padre oppure mi madre. A Montemarciano è ormai frequente l'uso delle forme apocopate mà e pà al posto delle originarie nasalizzate maŋ e paŋ. Per capire la situazione dialettale della zona in esame, bisogna sottolineare che essa fu sottoposta nel corso dei secoli alternatamente all'influsso italico e a quello gallico. Inizialmente era terra picena, poi, dopo che i Galli senoni si insediarono nella parte del loro territorio piceno, situata a nord dell'Esino, vi attecchì il substrato celtico (come mostra lo stesso nome Sena gallica). In età augustea il vicino fiume Esino segnava il confine fra il Piceno e l'Ager Gallicus. Nel Rinascimento Senigallia fece parte del Ducato di Urbino, poi della Delegazione apostolica di Urbino e Pesaro (che corrispondeva grossomodo all'odierna Provincia di Pesaro e Urbino) e infine, solo dopo l'Unità d'Italia, passò alla Provincia di Ancona.